# 氷川神社 (足立区千住大川町)
氷川神社（ひかわじんじゃ）は東京都足立区千住大川町にある神社。地名を冠して大川町氷川神社（おおかわちょうひかわじんじゃ）とも称される。千寿七福神の布袋尊。

## 歴史・祭神
創建は1294年（永仁2年）。千住五丁目宇川田耕地にあったが、荒川放水路建設工事の区域に含まれたため1913年（大正2年）に現在地へ移転、その後1915年（大正4年）に遷座した。
祭神は素戔嗚尊（すさのおのみこと）、倉稲魂命（うかのみたまのみこと）。

### 千寿七福神

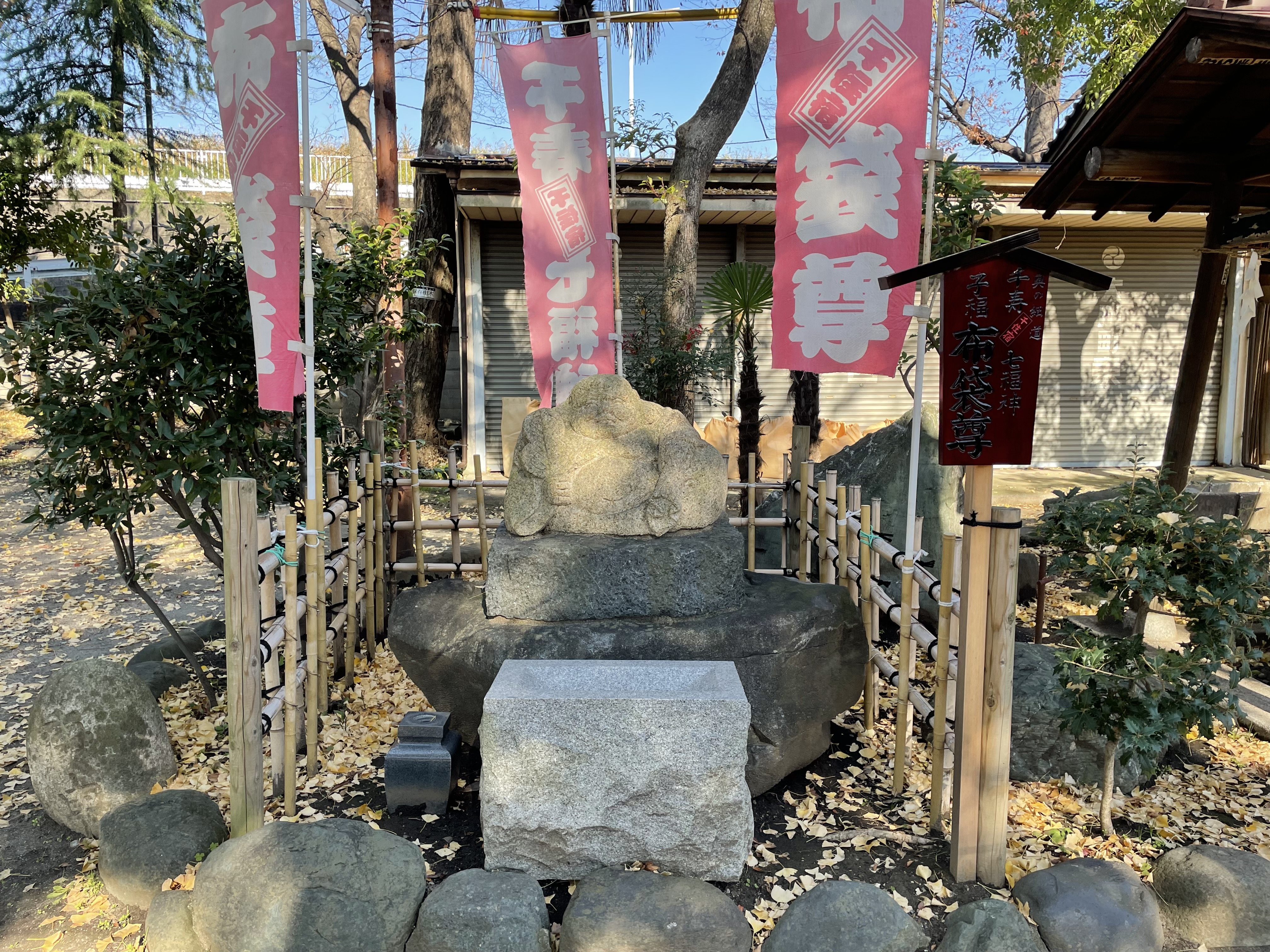
千寿七福神の布袋尊

大川町氷川神社には、千寿七福神のひとつである布袋尊が祀られている。子福成就の神。手水舎の隣に祀られており、布袋尊を囲むように奉納旗が建てられている。布袋尊は2008年（平成20年）に長円寺から移転された。1月1日から1月7日にかけて、千寿七福神めぐりが行われており、受授品を用意して参拝者を迎えている。

### 祭礼
祭神は、素戔嗚尊・倉稲魂命。例大祭が、9月15日に行われている。式典は、14時30分頃より始まり、拝殿の上から神職や氏子による豆撒きが行われる。豆撒きの中身は、豆・みかん・菓子・カップ麺・カレーのルーなど食品類が中心となっている。豆撒きが終わり次第、子供たちにみかんが配られる。

### 富士塚

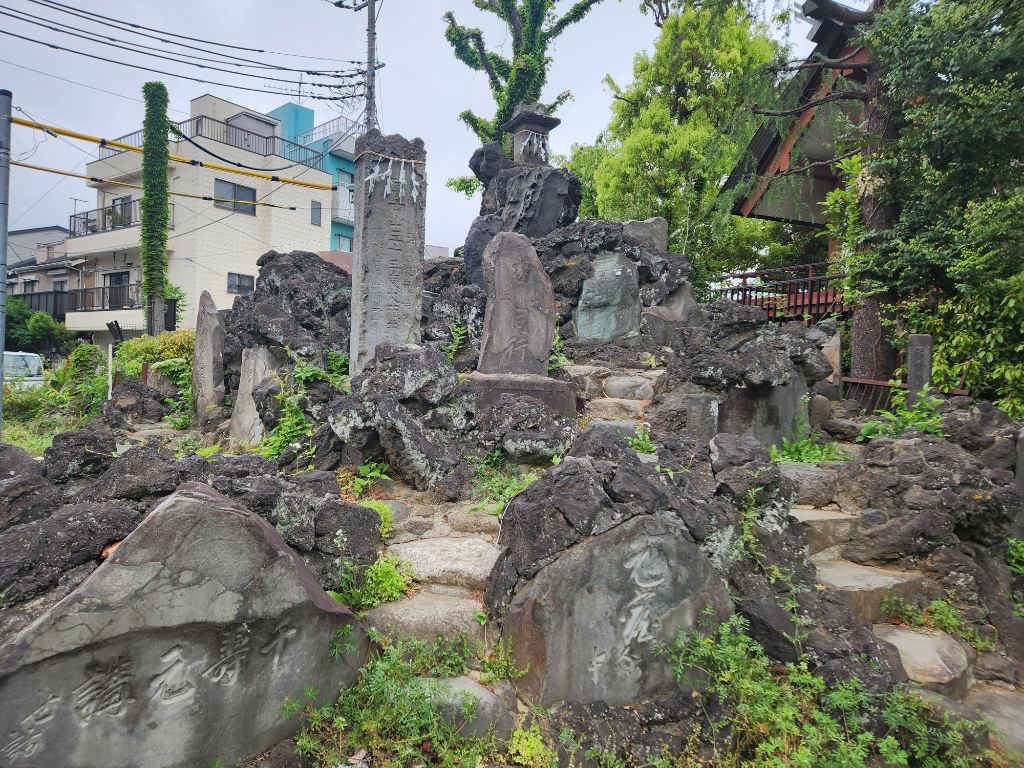
大川町氷川神社 富士塚

氷川神社内にある富士塚は川田富士と名付けられ、荒川放水地ができる前は千住川田の浅間神社にあった。1810年（文7年）の築造。1968年（昭和43年）に当地に移築された。「大川町氷川神社富士塚」の名称で1982年（昭和57年）12月16日に足立区登録有形民俗文化財（富士塚）に登録されている。

### 紙すき碑

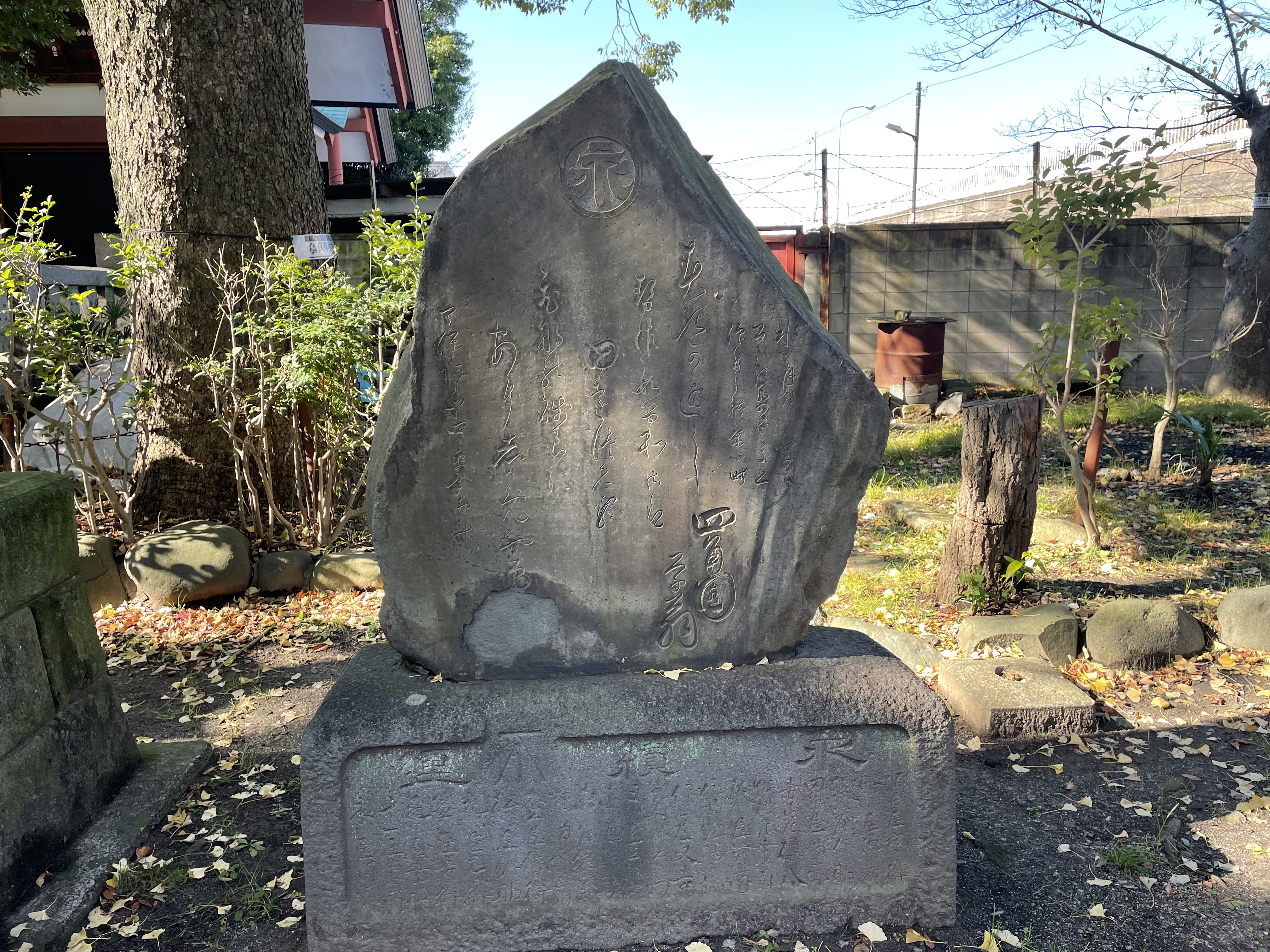
紙すき碑

1843年（天保14年）に原碑が建立された。荒川放水路（現荒川）の建設に伴って1917年（大正6年）、現在地に移転、再建された。碑には、当初の問屋21軒の名前が記されている。1982年（昭和57年）12月10日に足立区登録有形文化財（歴史資料）に登録されている。
千住四丁目にある足立区登録有形民俗文化財の横山家住宅はこの問屋のひとつであり、「松屋」（当主は佐助）を営んでいた。
江戸時代の千住宿の最大の産業は、流通業（問屋業）であり、中でも問屋制家内工業であった地漉紙（古紙を再利用する再生紙）の生産差配と流通がさかんだった。江戸時代は鎖国政策のため海外から使用済みの紙が輸入されることがなく、京都や大阪で使用された紙は貴重な資源だった。天保14年6月29日、千住の地漉紙問屋が奉行所に呼びだされ、供給不足により高騰している地漉紙を増産し潤沢にするように命じられた。その後、地漉紙問屋たちが緊急生産し、7月7日に奉行所に報告したことで、江戸府内の地漉紙不足が解消された。この碑には、このことが誇らしく書かれている。

### 旧千住新橋の親柱

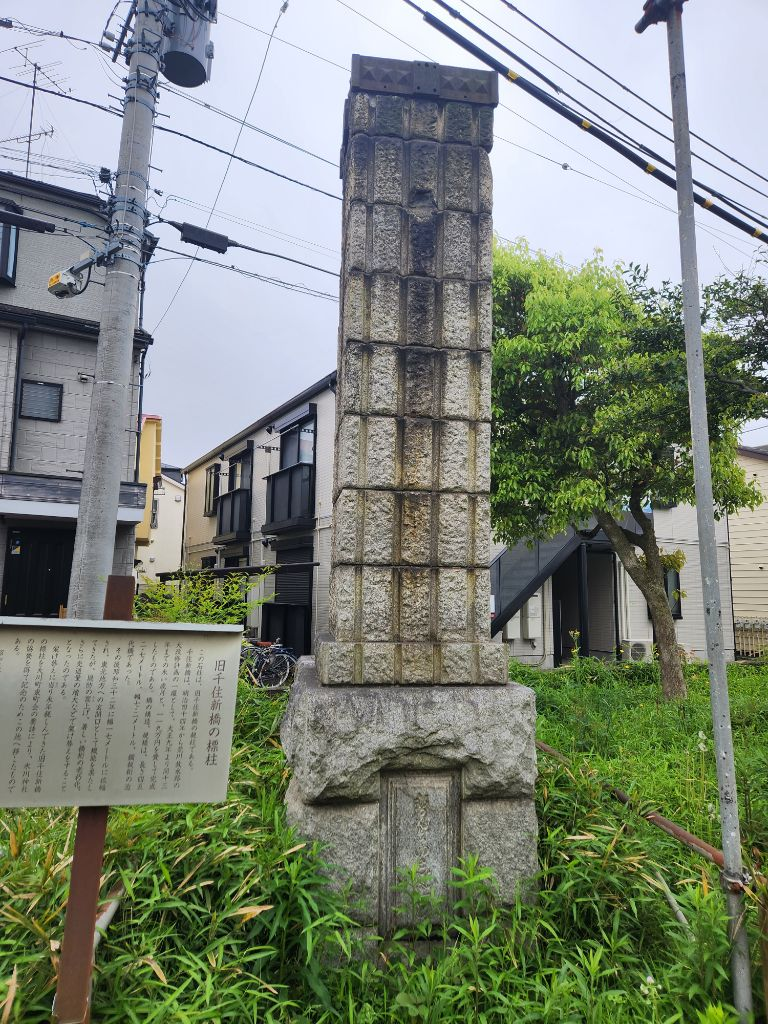
旧千住新橋の親柱

荒川放水路開削の一環で1924年（大正13年）に架設された千住新橋は、老朽化や堤防の嵩上げ、交通量の増大等のため、1978年（昭和53年）に架け替えられた。その際、旧千住新橋の親柱を千住大川町の要請により、足立区が記念のため境内に移設した。

### 千住地区に氷川神社が多い理由
千住宿は江戸四宿（千住宿・板橋宿・内藤新宿・品川宿）の中で最も人口が多い宿場町であった。
千住大川町氷川神社は、もともとは千住五丁目の鎮守。千住地区には、大川町氷川神社のほか、仲町氷川神社、四丁目氷川神社、本氷川神社がある。氷川神社は出雲大社の別名。旧武蔵国の領域内の埼玉県に162社、東京都に59社、神奈川県に1社と合計222社ある。元荒川・多摩川の両下流を東西の限界として分布している。これは、古い集落の位置を合致していて、大社である氷川神社（さいたま市）を各集落に迎え入れたものと思われる。大社である武蔵一の宮であるさいたま市の氷川神社については、武蔵国造と出雲国造は同族であることから、出雲国造が武蔵国に移住したことによってこの地を開拓したと考えられている。